# Fernando Miyares y Gonzáles
Fernando Miyares y Gonzales, noto a volte come Fernando Miyares Pérez y Bernal (Santiago di Cuba, 1749 – Santiago di Cuba, 1818), fu un capitano generale cubano.

## Biografia
Ignorando il fatto che Emparán era stato deposto dal consiglio municipale di Caracas, il Consiglio Spagnolo di Reggenza nominò Miyares come sostituto del capitano generale del Venezuela il 29 aprile 1810. In quel periodo Miyares era governatore di Maracaibo, carica che deteneva fin dal 1799. Dopo aver ricevuto la notizia ufficiale della sua nomina, iniziò ad organizzare la difesa di Coro dalle spedizioni militari inviate dalla Junta di Caracas. Nel 1812 il capitano di fregata Domingo de Monteverde giunse in Venezuela con una piccola forza di marinai. Gli era stato chiesto di aiutare la rivolta anti-repubblicana nelle piccole città che circondavano Coro, e riuscì ad entrare in profondità nel territorio repubblicano rinforzandosi con gli abitanti locali insoddisfatti. Dopo aver guadagnato forza militare, Monteverde si rifiutò di riconoscere l'autorità di Miyares autonominandosi capitano generale ad interim delle terre riconquistate, decisione parzialmente ratificata dalla Cortes di Cadice che divise temporaneamente in due la capitaneria del Venezuela. Nel 1814 a Miyares fu offerta la Capitaneria Generale del Guatemala, ma non è chiaro se abbia mai accettato l'incarico. Morì nella sua città natale, Santiago di Cuba, nel 1818.